# Scopula arenosaria
Scopula arenosaria är en fjärilsart som beskrevs av Otto Staudinger 1879. Scopula arenosaria ingår i släktet Scopula och familjen mätare. Inga underarter finns listade.